# 幸せの行方...
『幸せの行方...』（しあわせのゆくえ、All Good Things）は2010年のアメリカ合衆国のサスペンス映画。
監督はアンドリュー・ジャレッキー、出演はライアン・ゴズリングとキルスティン・ダンストなど。
ニューヨークの実在の不動産王セイモア・ダーストの息子ロバート・ダーストの周囲で起き、「史上最も不穏な事件」として世間を騒がせた未解決の夫人失踪事件と殺人事件をもとにしたラブサスペンスである。モデルとなった事件は2015年に犯人が独り言で自白したことで解決している。原題の「All Good Things」は主人公がバーモントで始めた健康食品店の名前である。

## ストーリー
1970年代、ニューヨークで不動産業を営む富豪の御曹司デヴィッド（ゴズリング）は、平凡な家庭出身の女性ケイティ（ダンスト）と出会う。父の反対を押し切り結婚した二人は、ニューヨークを離れてバーモントで自然食品の店を営み、つつましくも幸せな日々を送っていた。しかし、デヴィッドは父親に連れ戻されて、家業を手伝うことに。そして、妊娠したケイティに中絶を強要したデヴィッドは、次第に奇妙な行動が目立ち始め、やがて、ケイティが姿を消す。

## キャスト
デヴィッド・マークス
演 - ライアン・ゴズリング
ニューヨークの不動産王の御曹司。モデルはロバート・ダースト。
ケイティ・マークス（キャサリン・マッカーシー）
演 - キルスティン・ダンスト
デヴィッドの妻。中流家庭の出身。謎の失踪を遂げる。モデルはキャスリーン・ダースト（旧姓：マコーマック）。
サンフォード・マークス
演 - フランク・ランジェラ
デヴィッドの父親。不動産王。モデルはセイモア・ダースト。
デボラ・ラーマン
演 - リリー・レーブ
デヴィッドの古くからの友人。ケイティ失踪時の状況に酷似した内容の小説を書く。モデルはスーザン・バーマン。
マルヴァーン・バンプ
演 - フィリップ・ベイカー・ホール
デヴィッドがテキサス州ガルベストンで隠れ暮らしていた際の隣人。モデルはモリス・ブラック。
ジャニス・リゾー
演 - ダイアン・ヴェノーラ
ニューヨーク州ウェストチェスターの地方検事。
ローレン・フレック
演 - クリステン・ウィグ
ケイティの友人。

## 作品の評価
Rotten Tomatoesによれば、批評家の一致した見解は「よく演じられているし、モデルとなった実話は多くのドラマを提供している。しかし、それこそが『幸せの行方...』が非常に陳腐でもどかしいほど曖昧であることが非常にもどかしい理由なのである。」であり、98件の評論のうち高く評価しているのは35%にあたる34件で、平均して10点満点中5.51点を得ている。Metacriticによれば、27件の評論のうち、高評価は15件、賛否混在は11件、低評価は1件で、平均して100点満点中57点を得ている。